# Ка Бартоли (Ферара)
Ка Бартоли (итал. Ca' Bartoli) је насеље у Италији у округу Ферара, региону Емилија-Ромања.
Према процени из 2011. у насељу је живело 24 становника. Насеље се налази на надморској висини од 10 м.